# Tillkännagivande
Ett tillkännagivande i Sveriges riksdag är ett beslut där riksdagen meddelar regeringen sin åsikt. Det kan exempelvis vara att riksdagen anser att en viss fråga bör utredas eller att regeringen bör komma med ett förslag.
Riksdagens möjlighet att lämna tillkännagivanden till regeringen är inte reglerad i lagen utan bygger på konstitutionell praxis.  Regeringen är inte rättsligt bunden att tillgodose ett tillkännagivande men enligt konstitutionell praxis bör utgångspunkten vara att göra det. Om regeringen inte har för avsikt att tillgodose riksdagens önskemål bör den enligt samma praxis underrätta riksdagen samt ange skälen för detta. Riksdagen kontrollerar varje år vilka åtgärder regeringen vidtagit med anledning av tillkännagivandena.